# Anscáridas
Os Anscáridas ou a Casa Real de Ivrea foi uma dinastia medieval franca que se tornou proeminente na Itália no século X, chegando a ascender ao trono italiano. 
A Casa de Ivrea também governou  o Condado da Borgonha nos séculos XI e XII e foi um de seus membros que primeiro se declarou um conde franco. Por um ramo cadete dos condes da Borgonha, surgiu a Casa de Borgonha-Espanha que governou o Reino da Galiza de 1111, e os reinos de  Castela e Leão a partir de 1126, até 1369.
O nome da família se originou de um conde borgonhês menor, chamado Anscário (ou Oscar), que apoiou Guido III de Espoleto na eleição ao rei da França, em 887, após a deposição de Carlos, o Gordo. Todavia, Eudo de França foi eleito, e Anscário acompanhou Guido em seu retorno à Itália procurando o trono vazio daquele país e, em gratidão, criou a Marca de Ivrea, com sede em Ivrea, para o conde borgonhês. Os descendentes de Anscário mantiveram a marca até 1030. Talvez o mais ilustre tenha sido seu neto Berengário, o primeiro de três Anscáridas a ser coroado rei da Itália.
Berengário ascendeu ao trono em 950, após a morte de Lotário II da Itália. Ele foi contraposto pela viúva de Lotário, Adelaide, que ele aprisionou depois que sua tentativa de casá-la com seu filho, Adalberto, falhou. Oto I da Germânia foi à península e forçou-o a se submeter a ele, em 952. Pelos onze anos seguintes, Berengário e seu filho governaram a Itália até que Oto finalmente os depôs, em 963.
De 1002 a 1014, Arduíno da Itália deteve o trono italiano como o candidato nacional em oposição ao germano Henrique. Adalberto foi enfim forçado a fugir para a Borgonha, onde morreu. Sua viúva casou novamente com Otão Henrique, duque da Borgonha, e seu filho com Adalberto, Otão Guilherme, herdou o Ducado da Borgonha, mas foi oposto por Henrique I da França, que lhe confiscou o ducado, deixando apenas uma pequena porção ao redor de Dôle para Oto. Este foi o cerne do futuro Franco-Condado.
O maior dos condes francos foi Reinaldo III, que, em 1127, utilizou o título de franc-compte como sinal de independência da autoridade germana ou imperial, mas foi forçado a se submeter a Conrado III. Sua filha e herdeira, Beatriz, casou com Frederico I da Germânia e uniu a herança dos Anscáridas com a de Hohenstaufen. A Borgonha foi passada para seu filho Otão Guilherme.
Raimundo, filho de Guilherme I da Borgonha, viajou para a Espanha no fim do século XI e ali desposou a rainha soberana de Castela, Urraca. Seu filho, Afonso VII, foi até proclamado imperador da Espanha. Os reis seguintes de Castela, de Leão e da Galícia foram descendentes diretos de Afonso, mesmo depois de 1369, quando o governo passou para um ramo cadete ilegítimo, a Casa de Trastâmara.
A Real Casa de Arduíno de Ivrea é atualmente representada pelos seguintes ramos:
- O chefe da Real Casa príncipe, Marquês,  conde Don Luis Roberto, conde di San Martino-Lorenzato d´Ivrea;
- O príncipe, marquês,  conde Nicolò Costa di Polonghera San Martino d'Agliè di San Germano.
- O príncipe, marquês, conde Carlo Emanuele di Masino Valperga;

Como descendentes diretos da Casa Real de Ivrea, por direito jus sanguinis e lei lombarga são todos príncipes de Ivrea, condes de Canavese, vigários e príncipes do Sacro Império Romano Germânico visto que no Reino Itálico, no Marquesado de Ivrea, no Condado Soberano do Canavese ou em ainda nos condados independentes de San Martino, Valperga, Castellamonte se aplicava apenas a  Legge Lomgobardorum e nunca se aplicou a francesa lei sálica.
Os Saboias utilizaram o sistema de sucessão feminina para se beneficiar assim os condes de Saboia ao obterem o Marquesado de Turim pelo matrimônio com Adelaide de Susa, também conhecida como Adelaide de Turim (Turim, 1016 - Canischio, 19 de dezembro 1091) que foi marquesa de Turim. 
Pertencente à família dos Arduinici ou Arduini, era a filha do marquês de Turim, Olderico Manfredi II, filho de Olderico Manfredi e Prangarda de Canossa, e neta de Arduíno Glaber, e Berta, condessa Obertagna, filha de Oberto d'Este. Seu casamento com Oddone (1023 - 1060), filho de Umberto I Biancamano, conde de Saboia, deu origem à influência da casa de Saboia no Piemonte.
A sucessão feminina ocorreu também beneficiando o conde Felisberto I de Saboia que substituiu seu irmão Carlos I "o Guerreiro" (1468 - 1490), que em 1485 assumiu o título de rei de Chipre e Jerusalém que lhe foi entregue por Charlotte de Lusignan, esposa do irmão de Amadeu IX, Luís de Saboia.
Amadeu V de Saboia, "o Grande" (Bourget-du-Lac, 1249 - Avinhão, 16 de outubro de 1323) foi conde de Saboia e conde de Aosta Maurienne e 1285-1323. 
Somente após todas as sucessões por linhas femininas que deu a glória e o status para a família de Saboia no Piemonte que então para garantir a unidade dos estados e toda a riqueza  que foi adotada a lei sálica, na qual apenas somente os homens primogênitos poderiam aspirar a sucessão ao trono.